# Casa Joan d'Ortega
La casa Joan d'Ortega és un edifici situat al carrer de la Canuda, 13 de Barcelona, catalogat com a bé amb elements d'interès (categoria C).

## Història
El 1755, Josep Fernández de Còrdova, comanador d'Hornos de l'orde d'Alcántara i oficial de les Guàrdies Espanyoles, va adquirir dues cases en subhasta pública al tutor dels fills del pintor Manuel Arnau, i el 1757, una casa més a Teresa Lledó, vídua d'Ignasi de Graells i Dou, i les unificaria en un casal de planta baixa i dos pisos. Casat amb Maria Estrella Pedrajas i de Copons, filla de José Pedrajas Pastor (1680-1744), intendent i conseller de guerra, i la seva segona esposa Josepa Gertudis de Copons, el 1771, ell i la seva esposa vengueren la propietat a Maria Antònia de Novell i de Borràs, vídua de Josep Antoni de Mata i de Copons del Llor, i al seu fill Marià de Mata-Copons del Llor i de Novell (1748-1797), per 11.500 lliures. Per tal de finançar l'operació, aquests vengueren la seva casa del carrer de Lledó al comerciant ennoblit Baltasar de Bacardí (o Becardit) i Clavell (†1798) per 9.400 lliures.
Marià de Mata era un home adinerat, envoltat de luxes i comoditats com un gran cotxe de cavalls, i també il·lustrat, ja que era membre de la Reial Acadèmia de Bones Lletres de Barcelona. A la seva mort, va deixar molts deutes, i el 1800, el seu fill Gaietà Antoni de Mata-Copons del Llor i de Càrcer (1775-1840) va vendre el casal a Joan d'Ortega, comptador de les Reials Provisions de l'Exèrcit i de l'Armada del Principat de Catalunya, per unes 30.000 lliures. L'any següent, aquest va presentar un projecte de reforma i unificació amb la casa del costat per la banda de la Rambla afegint-hi un tercer pis i canviant les llosanes dels balcons del segon.

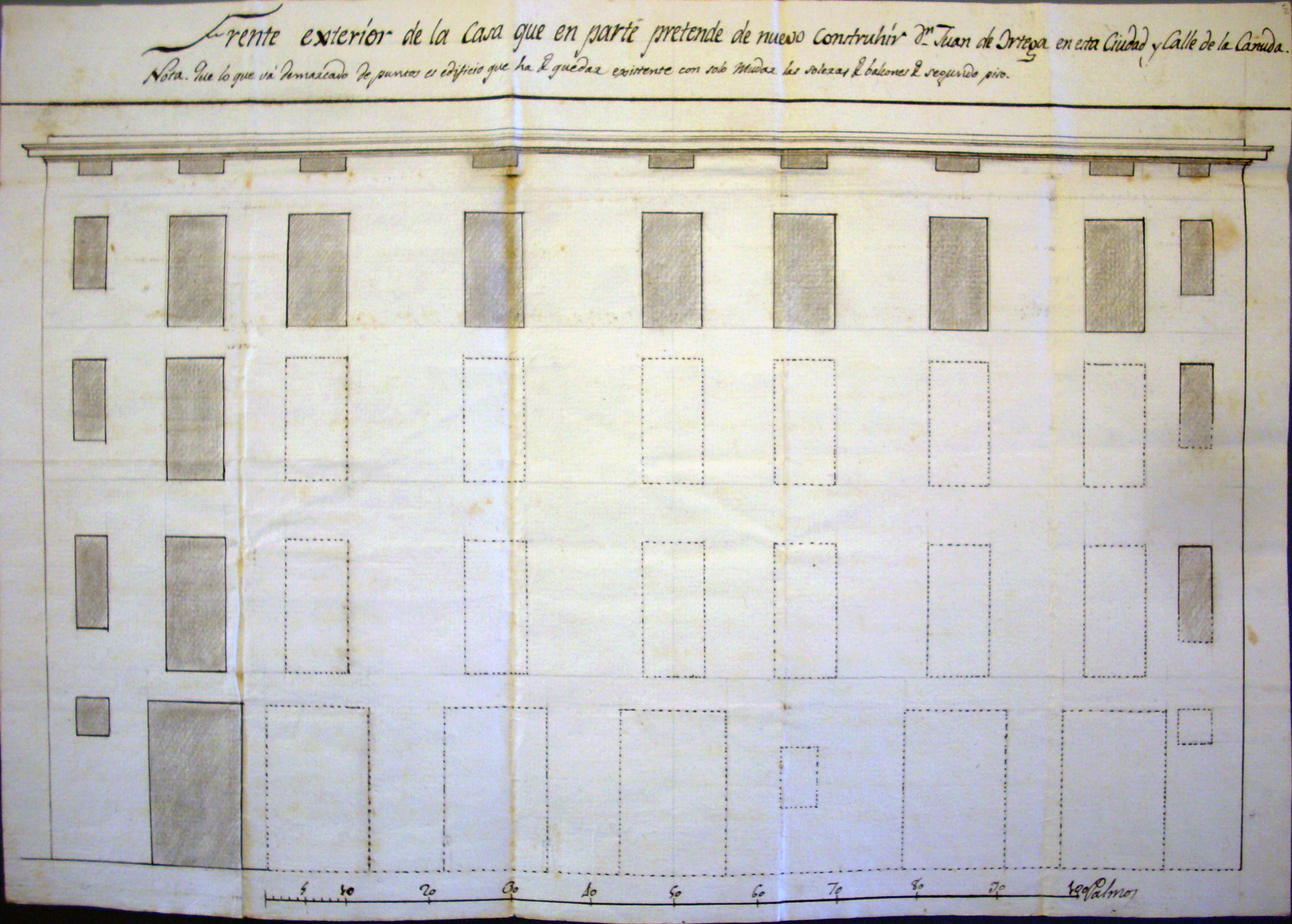
Projecte de reforma i ampliació (1801)

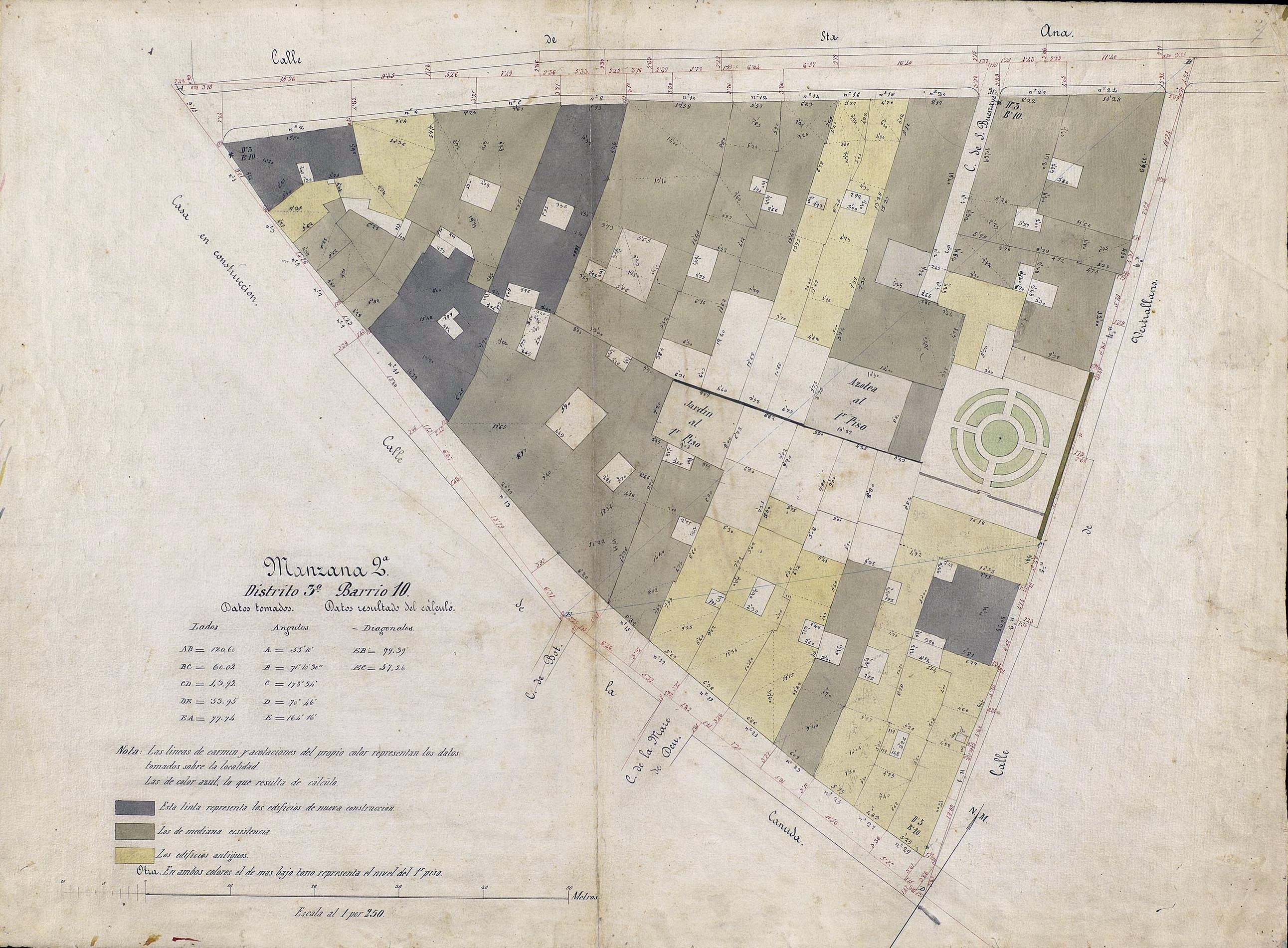
Quarteró núm. 66 de Garriga i Roca (c. 1860)

A mitjan segle xix hi vivia l'advocat Josep Maria d'Ortega, i posteriorment, la finca va passar a mans de Josep Comas i Masferrer (1842-1908), que el 1873 va obtenir permís per a fer-hi obres. Casat amb Dolors Masferrer i Bosch (1857-1905), fou succeït per la seva filla Montserrat Comas i Masferrer (1879-1928), que el 1908 va demanar permís per a remuntar-hi un quart pis, segons el projecte de l'arquitecte Marcel·lià Coquillat.

## Descripció
Gran casalot de planta baixa i quatre pisos. La façana s'estructura en nou eixos verticals d'obertures, dels quals els dos dels extrems són finestres allargades. Als baixos hi ha portals d'arc rebaixat, essent el principal més ample. Els balcons són de llosana de pedra de Montjuïc i barana de ferro forjat.